# Howard Leigh
 (avril 2021).
Pour les articles homonymes, voir Leigh.
Ne doit pas être confondu avec Leigh Howard.
Howard Darryl Leigh, baron Leigh de Hurley (né le 3 avril 1959) est un homme d'affaires britannique, homme politique du Parti conservateur et depuis septembre 2013 membre de la Chambre des lords. Il est cofondateur et associé principal de Cavendish Corporate Finance.
Leigh est créé pair à vie le 16 septembre 2013 en prenant le titre de baron Leigh de Hurley, de Hurley dans le comté royal de Berkshire.

## Biographie
Leigh fréquente le Clifton College de Bristol. De 1977 à 1980, il étudie l'économie à l'Université de Southampton. Après avoir terminé ses études, il travaille brièvement dans une banque d'affaires britannique. En septembre 1981, il rejoint le cabinet d'audit et de conseil Deloitte Haskins Sells. Là, il travaille comme conseiller fiscal, puis rejoint le département de la fiscalité des sociétés de Deloitte après avoir obtenu son diplôme d'expert-comptable. Pendant ce temps, il suit une formation supplémentaire au Chartered Institute of Taxation.
Au printemps 1986, il fonde le Groupe des fusions et acquisitions de Deloitte, un service spécial pour les fusions et acquisitions d'entreprises. En mai 1988, il quitte Deloitte Haskins Sells et, avec son associé Hugo Haddon-Grant, il fonde Cavendish Corporate Finance LLP le même mois.
De 2000 à 2004, il est président de la faculté de finance d'entreprise de l'Institute of Chartered Accountants in England & Wales (ICAEW). En 2008, il reçoit le prix «Outstanding Achievement in Corporate Finance Award» de la Faculté de Corporate Finance.
Depuis 1979, Lord Leigh soutient le Parti conservateur pendant les campagnes électorales. Il est trésorier du Parti conservateur de 2000 à 2005. Il est depuis 2005 trésorier suppléant.
Le 16 septembre 2013, il est officiellement élevé au rang de pair à vie avec le titre de baron Leigh de Hurley dans le comté royal de Berkshire.
Il est président de la synagogue de Westminster. Le 11 juillet 2015, le ministre de la société civile, Rob Wilson, nomme Lord Leigh pour participer à un examen de l'autorégulation de la collecte de fonds des organismes de bienfaisance, qui est publié le 21 septembre 2015. Lord Leigh est vice-président du Jewish Leadership Council et président de l'Institut de recherche sur les politiques juives.
Lord Leigh est marié à Jennifer Leigh et père de deux filles. Il est un coureur passionné et a participé à plusieurs semi-marathons nationaux et locaux (notamment le Henley Standard 10 km et le marathon Water of Life).